# Bakhtiar Alimordonov
Bakhtiar Alimordonov (ur. 22 września 1975) – tadżycki zapaśnik walczący w stylu klasycznym. Brązowy medalista igrzysk centralnej Azji w 1995 roku.